# 錢名世
錢名世（1660年—1730年），字亮工，一字亮功，号絅庵，江蘇武進人。有文名，為“江左十五子”之一。康熙癸未高中探花。錢名世與年羹堯鄉試同年，交情頗好。因此捲入年羹堯案，革職回籍。雍正帝親書“名教罪人”四字懸其門。

## 生平
康熙三十八年（1699年）顺天乡试举人，康熙四十二年癸未科一甲第三名進士（探花）。授翰林院編修，累官侍講。

### 編撰明史
錢名世與萬斯同共修《明史》，時斯同雙目已廢，僅以口述，名世傾力修辭。後萬斯同逝世，钱名世因早年曾师事之故，权当孝子，主持丧仪，事毕竟卷万之藏书而去。

### 名教罪人案
雍正二年（1724年），年羹堯平定青海叛乱，名世赋诗八首赠之，有“分陕旌旗周召伯，从天鼓角汉将军”、“钟鼎名勒山河誓，番藏宜刊第二碑”之句，钱在第二句诗后特意加注解说：“公（年羹堯）调兵取藏，宜勒一碑，附于先帝‘平藏碑’之后”。
雍正四年（1726年），年羹堯失寵被賜死，年党官员俱被革职，錢名世以“曲盡諂媚、頌揚奸惡”獲罪，被革去職銜，發回原籍。雍正帝親自寫下「名教罪人」懸其門。日後每月初一十五，常州知府、武进知县會到他家常州故居门前检查該牌匾是否悬挂。
雍正帝又命三百八十五位文臣写诗文声讨其“劣迹罪行”，正詹事陈万策诗中有句：“名世已同名世罪，亮工不异亮工奸”，查嗣庭批判錢名世“百年遺臭辱簪纓”，謝濟世有句“自古奸谀终败露”。其他雍正帝認為有問題作品的作者有：
- 余甸、徐學柄、吳廷熙、莊松承、孫兆奎、王時濟等六人作诗“浮泛不切”，原作发还重做。
- 有被稱為謬妄而革職流放，如翰林院侍读吴孝登“作诗谬妄”，被发配宁古塔为军奴[4]。
- 侍读学士陈邦彦、陈邦直“谬误舛错”，翰林项维聪“文理不通”，被革职回乡。

文章全由雍正帝審核通過後，交付钱名世辑成专集，题为《名教罪人诗》（《御制钱名世》），用上好的宣紙刻印，刊行全國，史稱「錢名世名教罪人案」。

## 著作
康熙四十三年，参加纂修《子史精华》，康熙四十九年，纂修《淵鑑類函》，官至侍讀。康熙五十八年，与方苞等参与《骈字类编》修纂工作。有“江左才子”美称。著有《崇雅堂集》、《古香亭诗集》。

### 引用
1. ↑  《红楼梦》作者是万斯同、钱名世
的存檔，存档日期2013-11-11.》
2. ↑  葛虚存《清代名人轶事·学行类·万钱同修明史》：“时钱亮工尚未达，亦东海门下士，才思捷敏，昼则征逐朋酒，夕则晋接津要，夜半始归静室中。季野踞高足床上坐，钱就炕几前执笔，随问随答，如瓶泻水。钱据纸发书，笔不停缀，十行并下，略无罅漏。史稿之成，虽经数十人手，而万与钱实尸之。”
3. ↑  《清史稿·世宗本紀》雍正四年條載，“三月壬戌，侍講錢名世投詩年羹堯事發，革去職銜。上親書‘名教罪人’四字懸其門，並令文臣作為文詩刺惡之。”
4. ↑  《永憲錄》卷四